# John Dubois

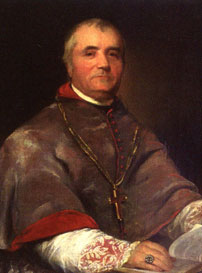
Bischof John Dubois

John Dubois PSS, geboren als Jean Dubois (* 24. August 1764 in Paris; † 20. Dezember 1842 in New York City) war ein französisch-amerikanischer römisch-katholischer Geistlicher und Bischof von New York.

## Leben
Dubois studierte Theologie in Paris und erhielt am 28. September 1787 die Priesterweihe. 1791 floh er vor den Wirren der Französischen Revolution nach Amerika, wo er zunächst als Seelsorger tätig war. 1792 wurde er Pfarrer in Frederick, Maryland. Im Jahr 1800 wurde unter seiner Leitung mit dem Bau einer neuen Kirche begonnen. Er verließ seine Gemeinde 1806 und trat den Sulpizianern in Emmitsburg bei. Dort gründete er das St. Mary’s College, das später mit der Unterstützung der New Yorker Witwe und späteren Heiligen Elizabeth Bayley Seton das erste US-amerikanische religiöse Institut wurde, in dem Frauen Unterricht erhielten.
Papst Leo XII. ernannte Dubois am 23. Mai 1826 zum dritten Bischof von New York. Am 29. Oktober 1826 erhielt er von Ambrose Maréchal, Erzbischof von Baltimore, die Bischofsweihe. Mitkonsekrator war Henry Conwell, Bischof von Philadelphia. Er war der erste New Yorker Bischof, der dauerhaft in seiner Diözese residierte. John Dubois starb nach 16-jähriger Amtszeit und ist in der alten St. Patrick’s Cathedral begraben.

## Sonstiges
Dubois weihte 1834 den ersten US-amerikanischen Kardinal, John McCloskey, zum Priester.